# Oxira pseudacharista
Oxira pseudacharista är en fjärilsart som beskrevs av Charles Boursin 1948. Oxira pseudacharista ingår i släktet Oxira och familjen nattflyn. Inga underarter finns listade i Catalogue of Life.